# Her & Nu
|  | Denne artikel omhandler et ugeblad. For det tidligere politiske tidsskrift, se Her og Nu. |
Her & Nu (egen skrivemåde: HER&NU) er et dansk billedugeblad, der udkommer hver onsdag. Bladet udgives af Storyhouse Egmont og har fokus på kendte og kongelige i ind- og udland. Udover det fysiske magasin drives et digitalt nyhedssite, der også har indhold under navnet Realityportalen, som tidligere var en selvstændig hjemmeside.
Bladet har i lighed med andre blade oplevet stærkt vigende læsertal siden 2010'erne. Mens der i 2. kvartal 2007 var 337.000 læsere, var tallet i 2022/2023 faldet til 128.000.
Bladet udkom første gang onsdag den 19. februar 1997 og kostede de første mange år 10 kr., hvilket var markant mindre end Aller-koncernens Se og Hør og Billed-Bladet, som Egmont ønskede at tage konkurrencen op med. Senere svarede Aller igen ved at lancere Kig Ind til samme pris. Det blev dog Her & Nu, der vandt den krig, idet Kig Ind udkom for sidste gang i 2015.

## Kontroverser og kritik
Her & Nu skrev i 2009, at håndboldspillerne Mette Melgaard og Anja Andersen havde genoptaget deres forhold. Det førte til, at Dansk Håndbold Forbund boykottede ugebladet blot to dage før VM begyndte.
I 2013 afslørede Her & Nu, at den daværende konservative partiformand Lars Barfoed havde fået en elskerinde og satte tilmed navn på hende. Det førte til, at Barfoed truede bladet med en sag i Pressenævnet. Nævnet har dog aldrig behandlet sagen.
Her & Nu bragte 30. september 2015 en historie om, at prinsesse Marie havde fået en brystoperation på en klinik i Litauen, og at hun ved operationen havde fået udskiftet implantater med nye for at få større bryster. Begge dele var usandt, og Kongehuset krævede derfor en berigtigelse, hvori Her & Nu erkendte, at historien var usand. Den blev bragt 14. oktober 2015. Kongehuset oplyste i berigtigelsen, at prinsesse Marie aldrig har været i Litauen og derfor heller ikke på den pågældende klinik.
I maj 2016 fik Her & Nu igen kritik fra Kongehuset og en mediejurist for en forsidehistorie om, at daværende kronprins Frederik skulle have været kronprinsesse Mary utro i årevis. Eneste kilde til påstanden var sexologen Jakob Olrik, der hævede, at kronprinsen havde været sammen med en prostitueret. Kongehusets kommunikationschef Lene Balleby skrev i en kommentar sendt til flere medier, at påstandene er "stærkt krænkende og usande" og "baseret på rygter og gætterier". Her & Nus daværende chefredaktør Erling Tind Larsen udtrykte sin fortrydelse over historien, der aldrig blev bragt digitalt.
De to sager med Kongehuset førte i 2016, at ugebladet justerede sin redaktionelle linje i forbindelse med en udskiftning af chefredaktøren.